# Antrodem
Antrodem (Antrodemus) − duży teropod blisko spokrewniony z allozaurem, uważany nieraz za jeden z jego gatunków.

## Nazwa
Nazwa rodzaju uważana jest obecnie za nomen dubium (wątpliwą) z powodu niemożności określenia cech wyróżniających holotyp (odróżniających go od allozaura)

## Wielkość
- Długość: prawdopodobnie podobnie do allozaura: 8 do 10 m

## Pożywienie
mięso

Antrodem polował na dużych roślinożerców, takich jak zauropody.

## Występowanie
Zamieszkiwał tereny Ameryki Północnej w okresie jury.

## Odkrycie
W formacji Morrison w Ameryce Północnej odnaleziono jedynie fragmentaryczny szkielet tego dinozaura.

## Opis
Duży drapieżnik. Dwunożny, tylne kończyny o wiele dłuższe od przednich. Długi ogon. Ostre zęby.

## Gatunki
- A. valens